# 루이스해리스섬

루이스해리스섬(Lewis and Harris, 스코틀랜드 게일어: Leòdhas agus na Hearadh, 스코트어: Lewis an Harris, Lewis with Harris)은 산을 기준으로 구분되는 아우터헤브리디스의 스코틀랜드의 단일섬이다. 스코틀랜드 최대 섬이며 브리튼 제도에서 영국, 아일랜드섬에 이어 3번째로 크며 면적은 2,178제곱킬로미터이며 영국 면적의 약 1%에 해당한다. 북쪽의 3분의 2를 루이스섬이라 부르며 남쪽 3분의 1을 해리스섬이라고 한다.

## 인구
루이스해리스섬은 스코틀랜드의 섬들 가운데 가장 인구가 많다. 2011년 기준으로 거주자는 21,000명 이상이며 2001년 인구 조사 기준 총 19,918명 대비 5.6% 상승하였다. 스토너웨이가 이 섬의 주요 타운이며 인구는 약 12,000명이다.